# Abraham Alangimattathil
Abraham Alangimattathil SDB (* 11. Juli 1933 in Paika, Indien; † 18. November 1997) war Bischof von Kohima.

## Leben
Abraham Alangimattathil trat der Ordensgemeinschaft der Salesianer Don Boscos bei und empfing am 2. Dezember 1964 das Sakrament der Priesterweihe.
Am 29. Januar 1973 ernannte ihn Papst Paul VI. zum Bischof von Kohima. Der Apostolische Pro-Nuntius in Indien, Erzbischof John Gordon, spendete ihm am 14. Oktober desselben Jahres die Bischofsweihe; Mitkonsekratoren waren der Bischof von Palai, Sebastian Vayalil, und der Erzbischof von Shillong-Guwahati, Hubert D’Rosario SDB.
Am 11. Juli 1996 trat Abraham Alangimattathil als Bischof von Kohima zurück.